# Somoskői vár
A somoskői vár (szlovákul: Hrad Šomoška) a magyar–szlovák országhatár túloldalán, az egykor önálló községnek számító, ma Salgótarjánhoz tartozó Somoskő fölé magasodó vulkáni csúcson található, már szlovák területen, a Cseres-hegység Tájvédelmi Körzetben. Sátorosbánya településhez tartozik, amely a Losonci járás része.

## A vár története

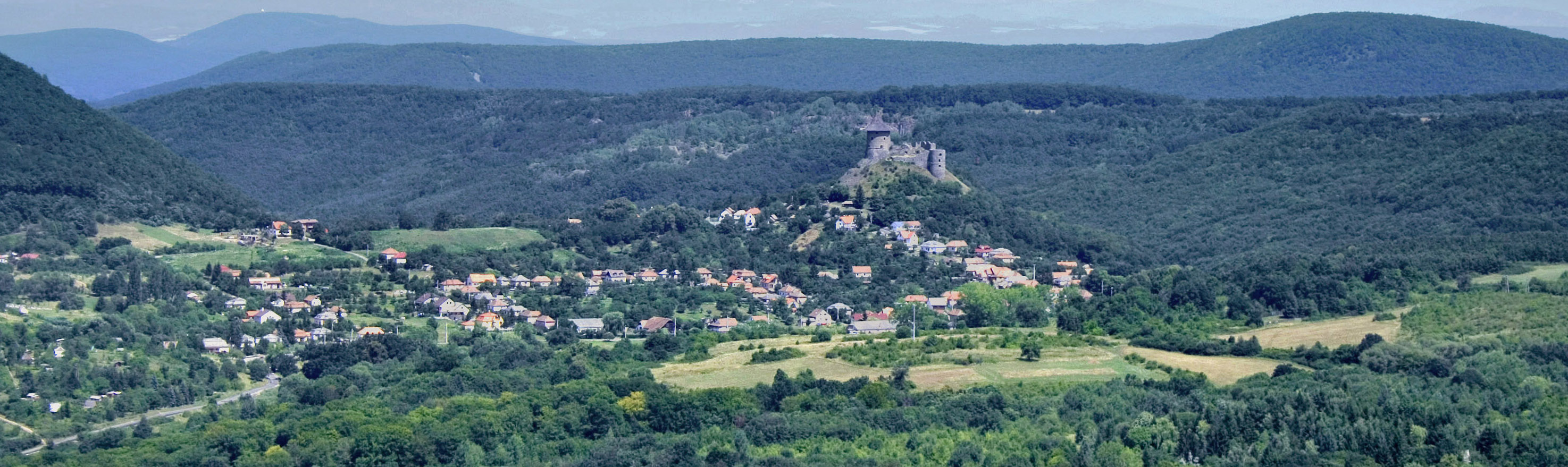
Somoskő vára és környéke

Korai vármagját a vidéken birtokos Kacsics nemzetség emeltette a 13. század második felében. Az Árpád-házi uralkodók férfiágának kihalását követő anarchikus belháború idején a nemesi család kénytelen volt behódolni Csák Máté tartományúr előtt. A korabeli oklevelek szerint Anjou Károly serege 1320-ban foglalta vissza a Csák birodalomból Fülek és Sirok várait, ekkoriban kerülhetett királyi kézbe a somoskői várbirtok is. A győztes uralkodó kedvelt hívének, Szécsényi Tamás bárónak adományozta, kinek leszármazottai egészen a 15. század közepéig lakták épületeit.
A török hódítás fenyegető vihara a következő évszázadban érte el Nógrád vármegyét, ekkor kerültek a közeli Salgó és Fülek végvárai a „pogány” seregek hatalmába. Somoskő helyőrsége majd két évtizedig kitartott a két ellenséges vár között. Az Oszmán Birodalom hadai végül 1576-ban rövidebb ostrom után elfoglalták, így egészen 1593 őszéig lengette a szél a török lófarkas zászlót tornyai felett. Ekkor helyőrsége a közeledő királyi sereg elől gyáván megfutamodott. A következő időszakban, jelentős mértékben átépítették védőműveit, például ekkoriban emelték a hatalmas ágyútornyait.
Végső romlását az 1682-es füleki ostrom idején, a környéken portyázó lovasok okozták, akik felgyújtották épületeit, s ezzel végképp elvesztette hadi fontosságát. Az 1840-es években erre járt Petőfi Sándor és a következőket írta róla az Útirajzokban: „Somoskő nem nagy vár, nem is nagy hegyen fekszik, de bámultam építését, mely gyönyörű öt-, hat-, hétszögű kövekből van.”
További romlásának az 1970-es években megkezdett helyreállítási munkálatok vetettek véget, melyek – Szlovákia önálló állammá alakulása után – sajnálatos módon félbeszakadtak.
A schengeni egyezmény életbe lépése óta a vár és a vár északi oldalán található világhírű bazaltzuhatag magyar oldalról teljesen szabadon látogatható.

## Képgaléria

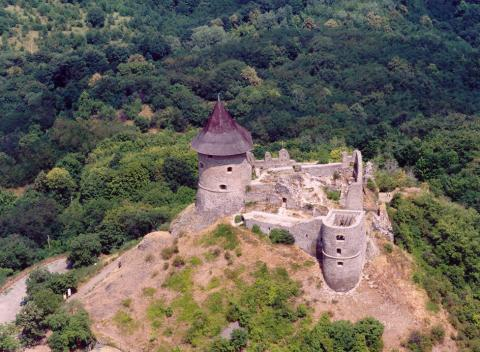
Somoskő vára
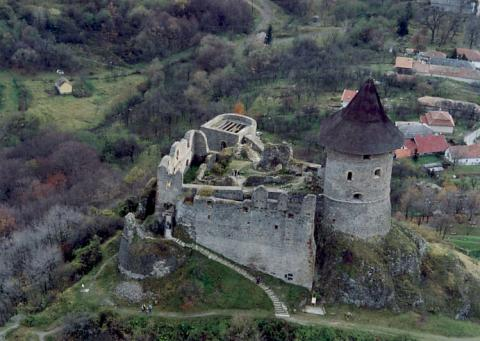
Somoskő romjai
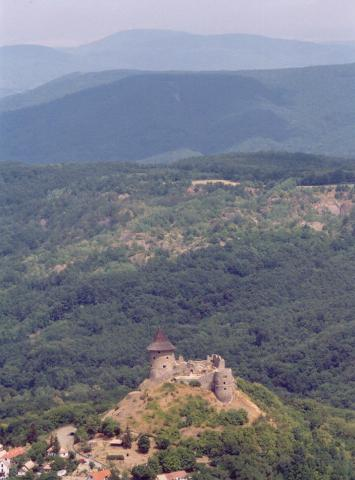
Somoskő légi fotója
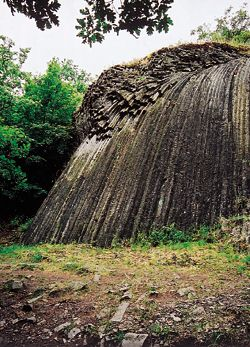
A somoskői bazaltvízesés
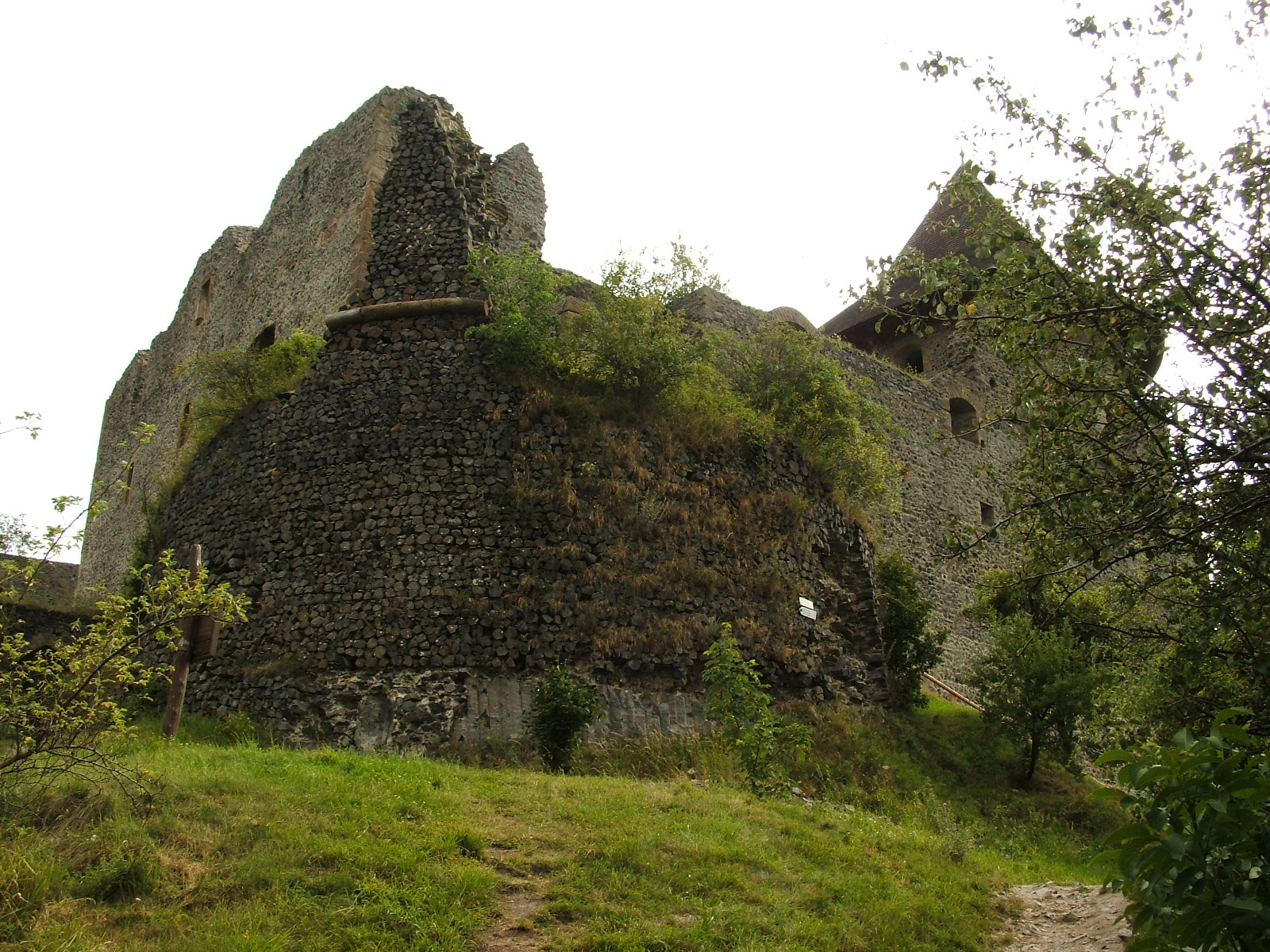
A vár egyik feltáratlan bástyája
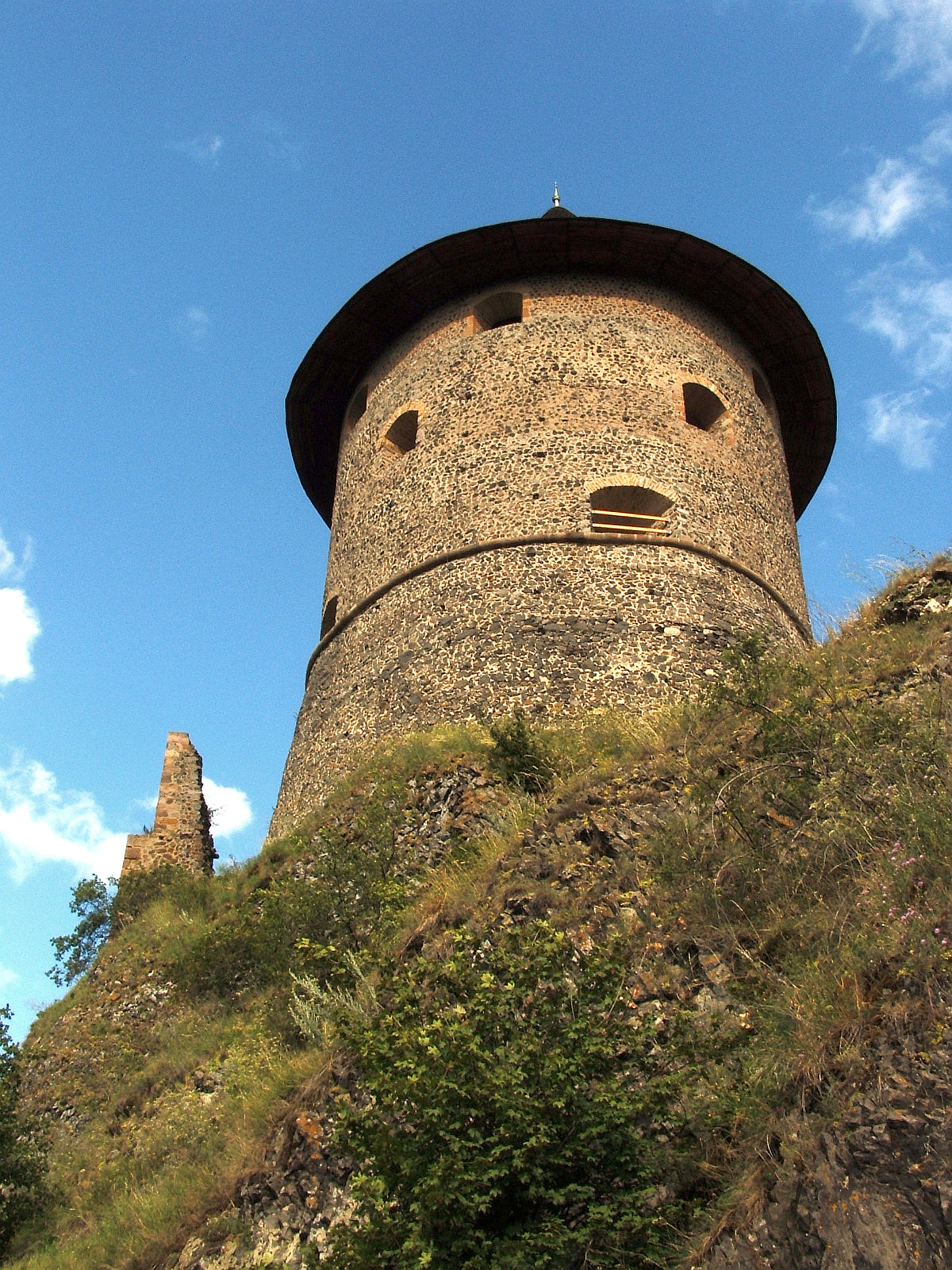
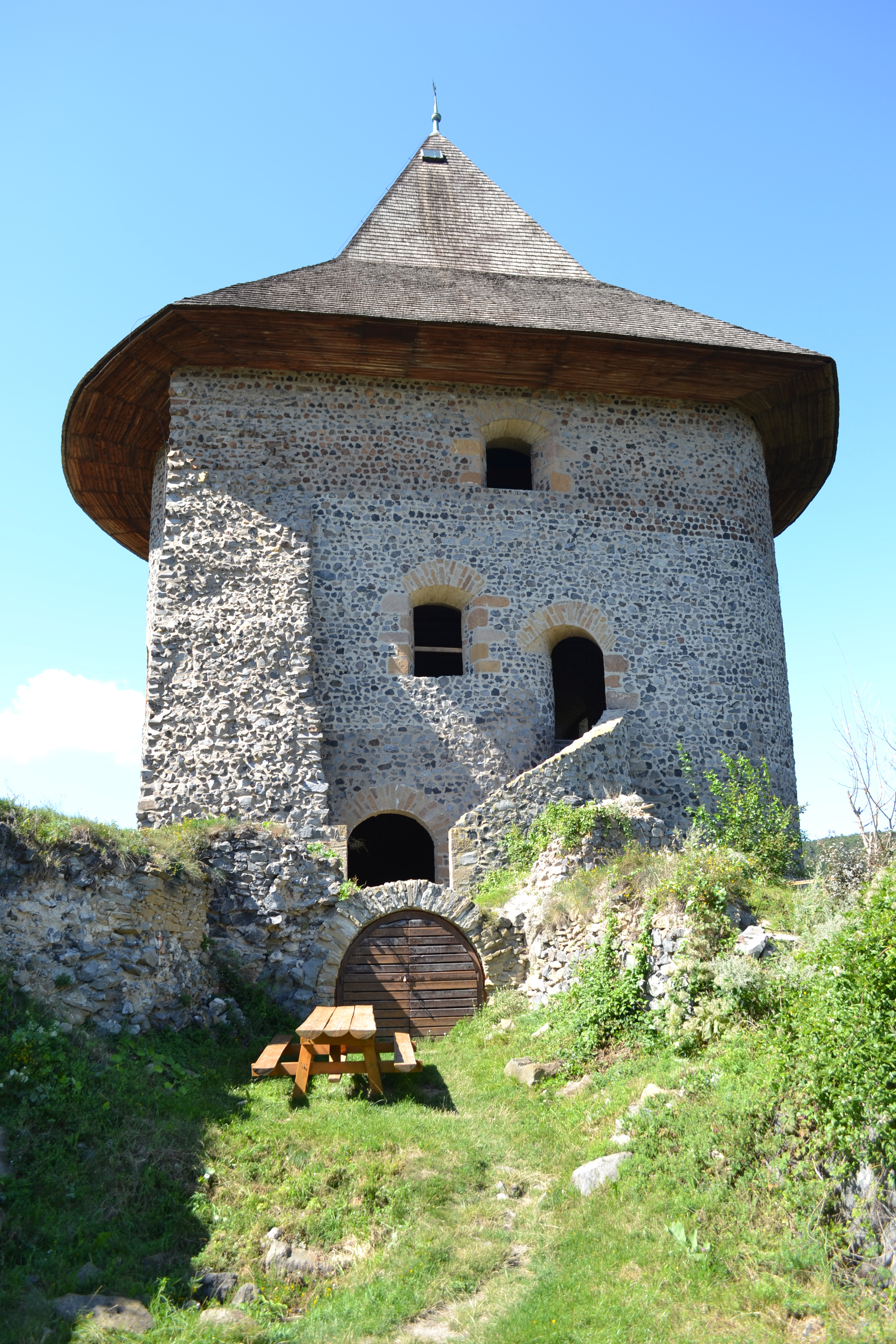
A vár tornya
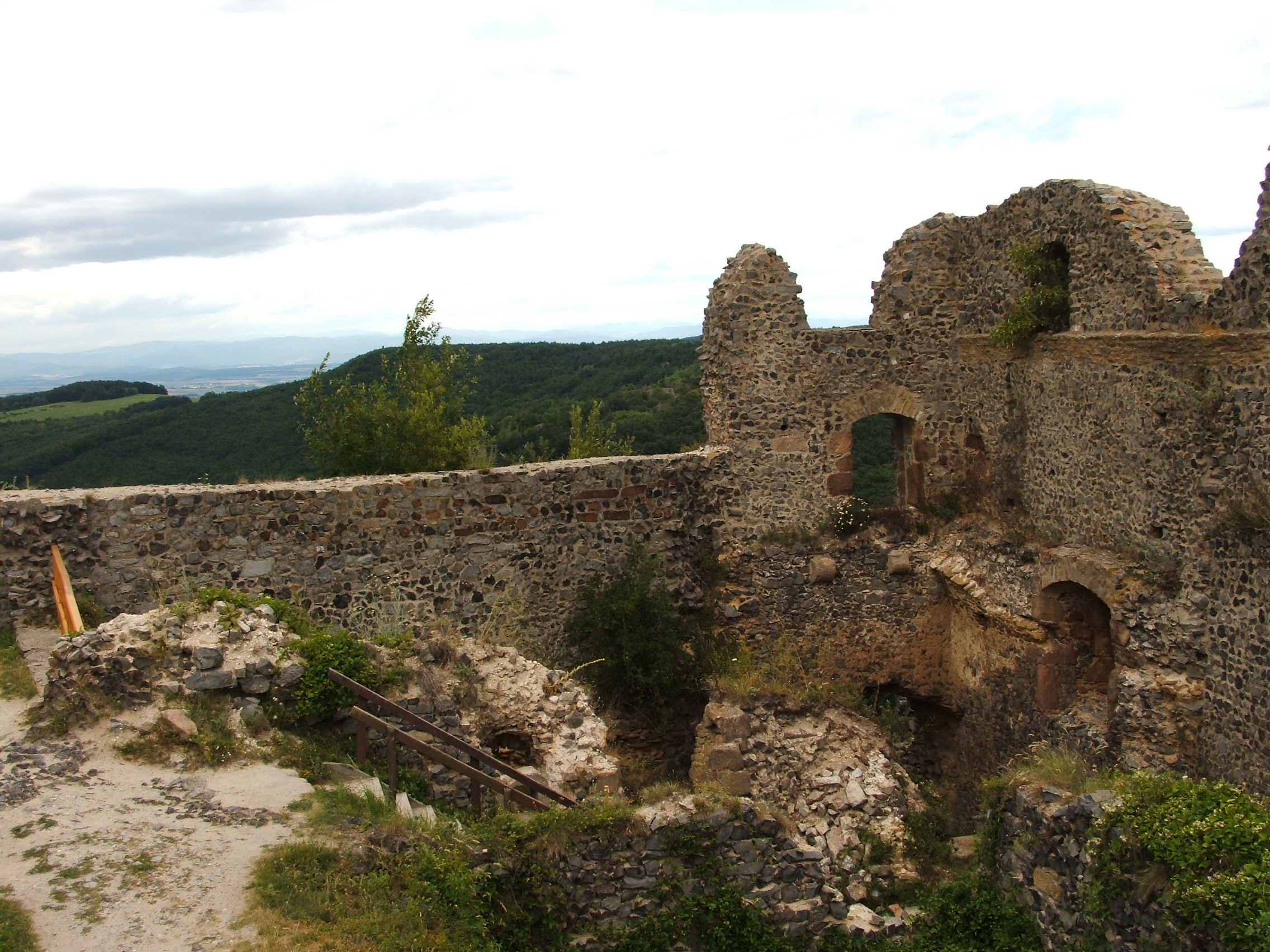
Várfalak
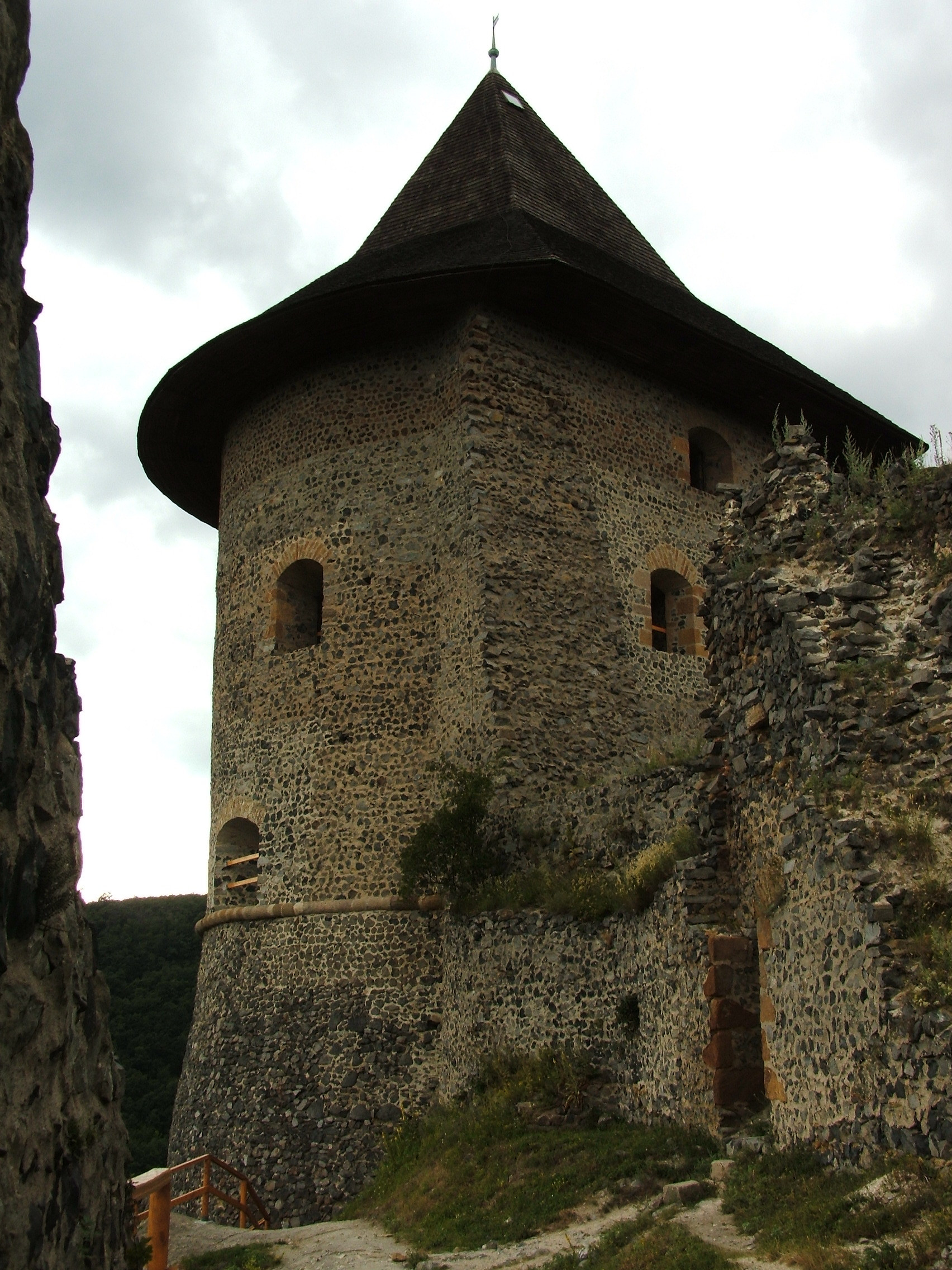
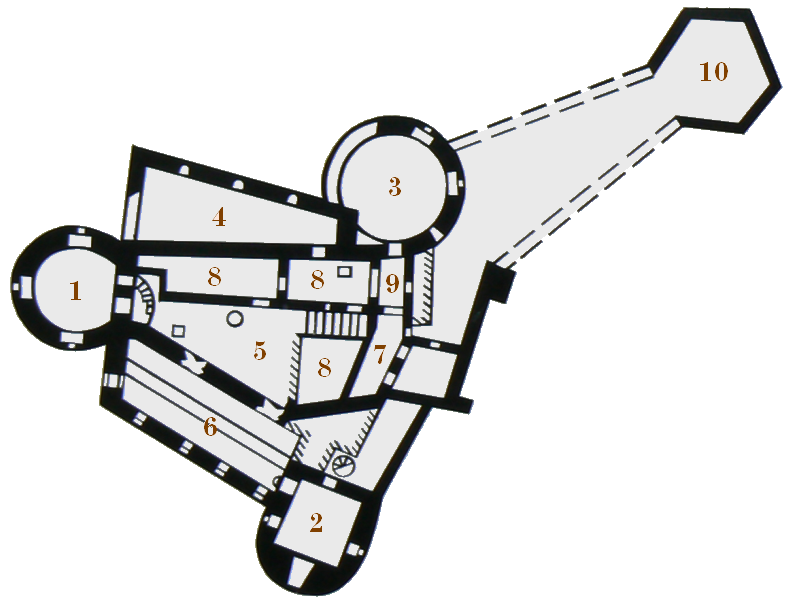
Alaprajz
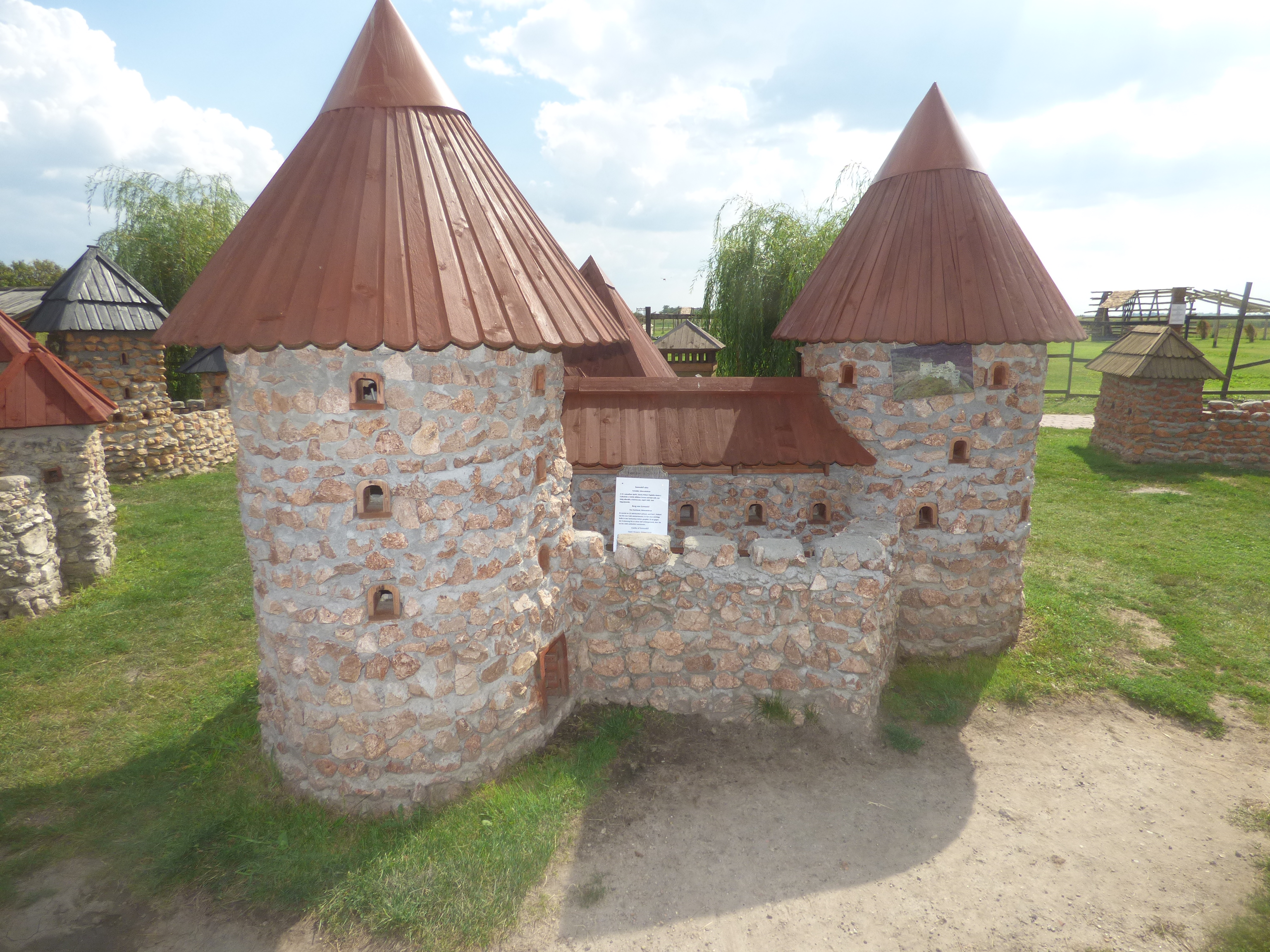
Makettje a dinnyési Várparkban